# Leichtathletik-Weltmeisterschaften 2017/Teilnehmer (Südafrika)
| Gelbes Symbol für Goldmedaillen mit stilisierten Olympischen Ringen | Graues Symbol für Silbermedaillen mit stilisierten Olympischen Ringen | Braundes Symbol für Bronzemedaillen mit stilisierten Olympischen Ringen |
| ------------------------------------------------------------------- | --------------------------------------------------------------------- | ----------------------------------------------------------------------- |
| 3                                                                   | 1                                                                     | 2                                                                       |

Der südafrikanische Leichtathletikverband nominierte 29 Athleten für die Leichtathletik-Weltmeisterschaften 2017 in London.

## Ergebnisse

### Frauen

#### Laufdisziplinen
| Athletin                                              | Disziplin    | Vorlauf        | Vorlauf | Halbfinale  | Halbfinale | Finale             | Finale             |
| Athletin                                              | Disziplin    | Zeit           | Platz   | Zeit        | Platz      | Zeit               | Platz              |
| ----------------------------------------------------- | ------------ | -------------- | ------- | ----------- | ---------- | ------------------ | ------------------ |
| Carina Horn                                           | 100 m        | 11,28 s        | 19      | 11,26 s     | 20         | nicht qualifiziert | nicht qualifiziert |
| Justine Palframan                                     | 200 m        | 23,35 s        | 21      | 23,21 s     | 15         | nicht qualifiziert | nicht qualifiziert |
| Gena Löfstrand                                        | 800 m        | 2:01,73 min    | 20      | 2:03,67 min | 23         | nicht qualifiziert | nicht qualifiziert |
| Caster Semenya                                        | 800 m        | 2:01,33 min    | 15      | 1:58,90 min | 1          | 1:55,16 min WL     | Gold               |
| Caster Semenya                                        | 1500 m       | 4:02,84 min SB | 2       | 4:03,80 min | 4          | 4:02,90 min        | Bronze             |
| Jenna Challenor                                       | Marathon     |                |         |             |            | 2:47:22 h SB       | 59                 |
| Mapaseka Makhanya                                     | Marathon     |                |         |             |            | 2:40:15 h SB       | 40                 |
| Wenda Nel                                             | 400 m Hürden | 55,47 s        | 12      | 55,70 s     | 10         | nicht qualifiziert | nicht qualifiziert |
| Justine Palframan Gena Löfstrand Ariane Nel Wenda Nel | 4 × 400 m    | 3:37,82 min SB | 13      |             |            | nicht qualifiziert | nicht qualifiziert |

### Männer

#### Laufdisziplinen
| Athlet            | Disziplin    | Vorlauf | Vorlauf | Halbfinale         | Halbfinale         | Finale             | Finale             |
| Athlet            | Disziplin    | Zeit    | Platz   | Zeit               | Platz              | Zeit               | Platz              |
| ----------------- | ------------ | ------- | ------- | ------------------ | ------------------ | ------------------ | ------------------ |
| Thando Roto       | 100 m        | DSQ     | DSQ     | nicht qualifiziert | nicht qualifiziert | nicht qualifiziert | nicht qualifiziert |
| Akani Simbine     | 100 m        | 10,15 s | 15      | 10,05 s            | 5                  | 10,01 s            | 5                  |
| Akani Simbine     | 200 m        | 20,26 s | 9       | 20,62 s            | 18                 | nicht qualifiziert | nicht qualifiziert |
| Clarence Munyai   | 200 m        | DSQ     | DSQ     | –––                | –––                | –––                | –––                |
| Wayde van Niekerk | 200 m        | 20,16 s | 4       | 20,28 s            | 7                  | 20,11 s            | Silber             |
| Wayde van Niekerk | 400 m        | 45,27 s | 16      | 44,22 s            | 3                  | 43,98 s            | Gold               |
| Pieter Conradie   | 400 m        | 46,62 s | 40      | nicht qualifiziert | nicht qualifiziert | nicht qualifiziert | nicht qualifiziert |
| Stephen Mokoka    | 10.000 m     |         |         |                    |                    | 28:14,67 min       | 20                 |
| Lusapho April     | Marathon     |         |         |                    |                    | DNS                | DNS                |
| Desmond Mokgobu   | Marathon     |         |         |                    |                    | 2:16:14 h          | 21                 |
| Sibusiso Nzima    | Marathon     |         |         |                    |                    | DNF                | DNF                |
| Antonio Alkana    | 110 m Hürden | 13,43 s | 14      | 13,59 s            | 16                 | nicht qualifiziert | nicht qualifiziert |
| Lebogang Shange   | 20 km Gehen  |         |         |                    |                    | 1:19:18 h NR       | 4                  |

#### Sprung/Wurf
| Athlet           | Disziplin   | Qualifikation | Qualifikation | Finale             | Finale             |
| Athlet           | Disziplin   | Weite/Höhe    | Platz         | Weite/Höhe         | Platz              |
| ---------------- | ----------- | ------------- | ------------- | ------------------ | ------------------ |
| Luvo Manyonga    | Weitsprung  | 8,12 m        | 4             | 8,48 m             | Gold               |
| Ruswahl Samaai   | Weitsprung  | 8,14 m        | 3             | 8,32 m             | Bronze             |
| Zarck Visser     | Weitsprung  | 7,66 m        | 25            | nicht qualifiziert | nicht qualifiziert |
| Orazio Cremona   | Kugelstoßen | 19,81 m       | 23            | nicht qualifiziert | nicht qualifiziert |
| Jaco Engelbrecht | Kugelstoßen | 19,59 m       | 27            | nicht qualifiziert | nicht qualifiziert |
| Victor Hogan     | Diskuswurf  | 62,26 m       | 18            | nicht qualifiziert | nicht qualifiziert |
| Rocco van Rooyen | Speerwurf   | 74,02 m       | 30            | nicht qualifiziert | nicht qualifiziert |